# Leptogenys buyssoni
Leptogenys buyssoni är en myrart som beskrevs av Auguste-Henri Forel 1907. Leptogenys buyssoni ingår i släktet Leptogenys och familjen myror. Inga underarter finns listade i Catalogue of Life.